# دست‌خار
دست‌خار (نام علمی: Cheiracanthus) نام یک سرده از رده خارپایگان است.
دست‌خار ماهی آب‌های شیرین بود. این شناگر قابل در اعماق میانی دریاچه‌ها و رودها گشت می‌زد و از طعمه‌های کوچکی که بین آرواره‌های بازشونده‌اش گرفتار می‌شدند تغذیه می‌کرد. این ماهی دندان نداشت، بنابراین احتمالاً آب را به کمک شیارهای آب‌ششی بلندش غربال می‌کرد تا غذا را از آن جدا کند. دست‌خار چشم‌های بزرگ، دهان بزرگ، بدنی گود و دمی خمیده به بالا (بالابرتر) داشت.
یکی از ویژگی‌های متمایزکننده‌ی این ماهی نبودِ تیغ‌های میانی در شکمش است. هر باله‌ی این ماهی با تیغی در لبه‌ی پیشینش محافظت می‌شد. فلس‌های کوچک، ناهمپوشان و شیاردار این ماهی را در مناطق بسیاری یافته‌اند. تیغ‌های باله‌ایش، که اتصالشان به بدن چندان محکم نبود، هم کشف شده‌اند. اما نمونه‌های کامل این ماهی فقط در ته‌نشست‌های ماسه‌سنگی سرخ کهن اسکاتلند حفظ شده‌اند.